# Georg Fabricius

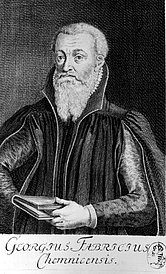
Georg Fabricius

Georg Fabricius (eigentlich Goldschmidt; * 23. April 1516 in Chemnitz; † 17. Juli 1571 in Meißen) war protestantischer deutscher Dichter, Historiker, Epigraphiker und Antiquar. Er wirkte ab 1546 bis zu seinem Tod als Rektor der Fürstenschule St. Afra in Meißen.

## Leben
Fabricius war ein Sohn des Goldschmiedes Georg Goldschmied († 1534) und dessen Frau Margaretha. Er stammte aus einer vermögenden Familie und besuchte zunächst die Thomasschule zu Leipzig, danach die Lateinschule in Chemnitz. 1534 wurde er Schüler des Johannes Rivius in Annaberg. Er freundete sich mit Adam Siber an und war ein Mitschüler von Hiob Magdeburg. Im Wintersemester 1536 immatrikulierte er sich an der Universität Wittenberg, wechselte 1538 an die Universität Leipzig und war dann Lehrer in Chemnitz und Freiberg. 1539 unternahm er mit Wolfgang von Werthern eine Reise durch Italien und machte bis 1543 flächendeckende Studien der römischen Altertümer.
Das Ergebnis veröffentlichte er 1550 als Roma, wobei er den Zusammenhang zwischen jedem erwähnenswerten Relikt der Stadt und ihren Verweisen in der alten Literatur im Detail nachzeichnete. 1543 wurde er auf Schloss Beichlingen Hauslehrer der beiden jüngeren Brüder seines Gönners von Werthern, mit denen er 1544 nach Straßburg zu Johann Sturm ging.
1546 wurde er zum Rektor der 1543 gegründeten Fürstenschule St. Afra in Meißen ernannt und hatte dieses Amt bis zu seinem Tod inne. Mit ungewöhnlichem Eifer setzte er sich trotz vielfacher Schwierigkeiten für die Förderung seiner Schüler ein und wirkte dadurch nicht nur prägend für die Fürstenschule selbst, sondern hatte auch erheblichen Einfluss auf die Entwicklung des sächsischen Schulwesens.
Als Inspektor Heinrichs von Witzleben wurde Fabricius 1549 mit der Einrichtung einer Knabenschule im Kloster zu Roßleben beauftragt. 1549 publizierte er die erste kurze Auswahl römischer Inschriften, wobei er sich besonders auf juristische Texte konzentrierte – ein Meilenstein in der Geschichte der klassischen Epigraphik: zum ersten Mal zeigte ein Humanist ausdrücklich den Wert derartiger archäologischer Relikte für die Rechtsgeschichte im Druck, und gestand dabei stillschweigend den in Stein gemeißelten Inschriften den gleichen Rang wie Manuskripten zu.
1569 erschienen seine Annalium urbis Misnae libri tres („Annalen der Stadt Meißen in drei Büchern“), womit er die Meißner Stadtgeschichtsschreibung begründete und zu vielen Vorgängen seiner Zeit die einzige Quelle darstellt. Petrus Albinus führte diese Arbeiten nach seinem Tode weiter. In seinen geistlichen Gedichten vermied er jedes Wort, das auch nur den leichtesten Beigeschmack von Heidentum haben könnte und tadelte die Dichter für ihre Anspielungen auf heidnische Gottheiten. Am 7. Dezember 1570 wurde er auf dem Reichstag zu Speyer von Kaiser Maximilian II. zum poeta laureatus gekrönt und in den erblichen Adelsstand erhoben.

## Familie
Aus seiner 1557 geschlossenen Ehe mit Magdalena Faust († 14. April 1572), einer Tochter des Schulverwalters Johann Faust, gingen sieben Söhne und drei Töchter hervor.
- Georg besuchte 1578 die Fürstenschule
- Jacob (* 12. Juni 1560) studierte in Straßburg, wo er 1587 den Magistergrad erwarb und als Rektor in Pegau ein Einkommen fand.
- Heinrich hatte 1576 bis 1581 die Meißnische Fürstenschule besucht, wurde aber aus ihr wieder entlassen.
- Christoph
- Magdalena ⚭ 1584 mit dem Meißner Bürger Leonhard Richter
- Anna ⚭ 1. im November 1588 mit Gabriel Schaaf († 1592) aus Rochlitz, 2. mit Johann Schademann († 1605).
- Maria (* 4. März 1572; † 24. Januar 1609) ⚭ am 14. Mai 1599 mit dem Stadtschreiber in Döbeln Magister David Zeidler (Zeithler).

Fabricius′ jüngerer Bruder war der Dichter Andreas Fabricius, der als Pastor in Eisleben wirkte.

## Werke
- Odarum libri tres ad Deum omnipotentem. Wittenberg 1545, Basel 1552.
- De syntaxi partium orationis apud Graecos liber emendatior et auctior. Straßburg 1546, 1551, Köln 1561, 1564, Leipzig 1560.
- Itinerum liber unus. Leipzig 1547, Basel 1550.
- Elegantiarum puerilium ex M. Tullii Ciceronis epistolis libri tres. Leipzig 1548, 1563, 1565, 1572, 1575, 1576, 1582, Köln 1555, 1562, 1565, Dortmund 1565, Nürnberg 1556.
- Antiquitatis aliquot monumenta insignia ex aere, marmoribus membranisque veteribus. Straßburg 1549.
- Elegantiarum poeticarum ex Ovidio, Tibullo, Propertio […] libri duo. Leipzig 1549, 1560, 1562, 1564, 1570, Köln 1573, Düsseldorf 1558.
- Epithalamiorum liber unus. Leipzig 1551.
- Indicationes multorum, quae ad lectionem fabularum Plauti nonnihil momenti afferre possint. Leipzig 1553.
- De historia et meditatione mortis Christi, quae in noctis dieique tempus distributa est, Hymni viginti quatuor. Leipzig 1552, Basel 1553.
- Victoriarum coelestium liber unus. Leipzig 1553.
- Iesu Christi in cruce pro humana salute pendentis heptalogus. Leipzig 1553.
- Elegantiarum ex Plauto et Terentio libri duo; Publii mimorum et sententiarum ex poetis antiquis similium liber unus. Leipzig 1554, 1560, 1571, 1589, Basel 1555.
- De Re Poetica libri quatuor. Leipzig 1556, 1560.
- Poematum sacrorum libri quindecim. Basel 1560.
- Partitionum grammaticarum, quae tabulis delineatae sunt, libri tres. Basel 1560.
- Poetarum veterum ecclesiasticorum opera Christiana et operum reliquiae atque fragmenta. Basel 1562, 1564.
- Regum Asmonaeorum et Idumaeorum usque ad devastationem urbis, virorum illustrium seu Historiae sacrae libri decem. Leipzig 1564, 1571, 1572, 1580, 1582, 1590.
- Scholae Fabricianae puerilis libri undecim Basel 1564.
- Paeanum Angelicorum libri tres. Leipzig 1565.
- Antiquae scholae Christianae puerilis libri duo. Basel 1565.
- Historiarum sacrarum e poetis veteribus Christianis libri duo. Leipzig 1566.
- De Re Poetica libri septem. Leipzig 1566, 1571, 1578, 1580, 1584, 1589 (online).
- Poematum sacrorum libri viginti quinque. Basel 1567 (online).
- In Paeanas tres, Prudentii, Sedulii, Fortunati, de vita et morte Christi, in hymnos tres alios Prudentii et in Romanum martyrem expositio. Leipzig 1568.
- Rerum Misnicarum libri septem und Annalium urbis Misnae libri tres. Leipzig 1569, Jena 1598.
- Grammaticorum veterum libelli de proprietate et differentiis sermonis Latini. Leipzig 1569.
- Gerichts Ordenung der Stadt Meissen. Dresden 1570.
- Fewer Ordenung der Stadt Meissen. Dresden 1570.
- Epitomes prosodiae et elegantiarum poeticarum liber. Leipzig 1574, 1580, 1582.
- Commentarius in Genesin brevis, eruditus et valde utilis. Leipzig 1584, Straßburg 1584.
- Originum illustrissimae stirpis Saxonicae libri septem. Leipzig 1597.
- Rerum Germaniae magnae et Saxoniae universae memorabilium mirabiliumque volumina duo. Leipzig 1609 (online).

### Klassikerausgaben
Fabricius veranstaltete zudem kommentierte Ausgaben von:
- Vergil (Leipzig 1548, 1551, 1553, Basel 1561),
- Terenz (Straßburg 1549),
- Senecas Tragödien (Leipzig 1566),
- Horaz (Leipzig 1571),
- Ovid (Köln 1576).